# 혈액-산소-농도-의존 영상
혈액-산소-농도-의존 영상 (blood-oxygen-level-dependent imaging) 또는 볼드-대조 영상 (BOLD-contrast imaging, 두드러진 대조 영상)은 기능적 자기 공명 영상(fMRI)에서 특정 시간에 활성화되는 것으로 밝혀진 뇌나 기타 기관의 다양한 영역을 관찰하는 데 사용되는 방법이다.

## 이론
뉴런은 당 및 산소 형태의 내부 에너지 보유량이 없으므로 발화(firing)로 인해 더 많은 에너지가 빠르게 유입되어야 한다. 혈액은 혈역학적 반응이라는 과정을 통해 비활성 뉴런보다 더 빠른 속도로 활성 뉴런에 산소를 방출한다. 이로 인해 옥시헤모글로빈 및 디옥시헤모글로빈(산소화 또는 탈산소화 혈액)의 상대적 수준이 변경되며, 이는 차동 자기 감수율(differential magnetic susceptibility)을 기반으로 감지할 수 있다.
1990년에 오가와 세이지와 동료들이 발표한 세 편의 논문에서는 헤모글로빈이 산소화된 형태와 탈산소화된 형태에서 서로 다른 자기 특성을 가지고 있음을 보여주었다(탈산소화된 헤모글로빈은 상자성이고 산소화된 헤모글로빈은 반자성). 둘 모두 MRI를 사용하여 감지할 수 있다. 이로 인해 MRI 스캐너를 사용하여 감지할 수 있는 자기 신호 변화가 발생한다. 생각, 행동 또는 경험을 많이 반복한 후, 통계적 방법을 사용하여 결과적으로 이러한 차이가 더 많이 나는 뇌 영역을 결정할 수 있으며, 따라서 해당 생각, 행동 또는 경험 중에 뇌의 어느 영역이 가장 활동적인지 결정할 수 있다.

## 비판과 한계
대부분의 fMRI 연구에서는 뇌의 어느 부분이 가장 활동적인지 확인하는 방법으로 볼드 대비 영상(BOLD contrast imaging)을 사용하지만 신호는 상대적이고 개별적으로 정량적이지 않기 때문에 일부에서는 그 엄격성에 의문을 제기한다. 신경 활동을 직접 측정하기 위해 제안된 다른 방법도 시도되었다(예를 들어, 혈액 내 산소헤모글로빈이 얼마나 많은 탈산소헤모글로빈으로 전환되었는지를 측정하는 뇌 영역의 산소 추출 비율(oxygen extraction fraction, OEF) 측정). 그러나 활성 또는 발화 뉴런에 의해 생성된 전자기장은 너무 약하기 때문에 신호 대 잡음 비율(signal-to-noise ratio)이 매우 낮고 정량적 데이터를 추출하는 데 사용되는 통계적 방법은 지금까지 대체로 성공하지 못했다.
볼드 대조 영상에서 저주파 신호(low-frequency signal)를 폐기하는 일반적인 현상은 1995년에 오른손 움직임을 제어하는 뇌 영역의 "소음"이 왼손 움직임과 관련된 뇌의 반대쪽 영역의 유사한 활동과 동시에 변동하는 것이 관찰되면서 의문이 제기되었다. 볼드-대비 영상은 두개의 뇌 상태 간의 차이에만 민감하므로 이러한 연관된 변동을 분석하려면 휴식 상태 fMRI(resting state fMRI)라고 하는 새로운 방법이 필요했다.

## 같이 보기
- 기능자기공명영상법
- 정량 감수성 지도화